# اسماعیل‌آباد (سرباز)
اسماعیل‌آباد روستایی در دهستان سرباز بخش مرکزی شهرستان سرباز استان سیستان و بلوچستان ایران است.

## جمعیت
بر پایه سرشماری عمومی نفوس و مسکن در سال ۱۳۹۵ جمعیت این روستا ۳۸ نفر (۶خانوار) بوده‌است.